# 서해 (조선)
서해(徐嶰, 1537년 ~ 1559년)는 조선 중기의 학자이다. 본관은 대구, 자는 정지(挺之), 호는 함재(涵齋)이며, 약봉 서성(徐渻)의 아버지이다. 서해의 아버지는 이조판서(吏曹判書) 추증된 서고(徐固), 어머니는 안사전(安嗣全)의 딸인 순흥 안씨, 부인은 이고(李股)의 딸 고성 이씨(固城李氏)이다.

## 생애
서해는 퇴계 이황(李滉)의 문하에서 학문을 배웠으며, 류성룡(柳成龍)•이중립(李中立)•김성일(金誠一) 등과 매우 친했고 동문수학하였다. 
어렸을 때부터 부모를 여의고 가난한 삶을 살았으며, 20세가 되어서는 문장과 학문이 높은 경지에 이르렀다. 후에 사림(士林)의 중망을 받았으나 23세에 병으로 죽어 젊은 나이로 사망했다.
서해의 저서로는 『함재집(涵齋集)』이 있고, 후에 의정부영의정(議政府領議政 - 정1품)에 추증되었다. 
대구의 구암서원(龜巖書院)에 제향되었다.

## 가족 관계
- 고조부 : 서미성(徐彌性) 
  - 증조부 : 서거광(徐居廣)
    - 할아버지 : 서팽소(徐彭召)
      - 아버지 : 서고(徐固)
      - 어머니 : 안사전의 딸
        - 부인 : 이고의 딸
          - 아들: 서성(徐渻)